# Vacherin (gâteau)
Pour les articles homonymes, voir Vacherin.

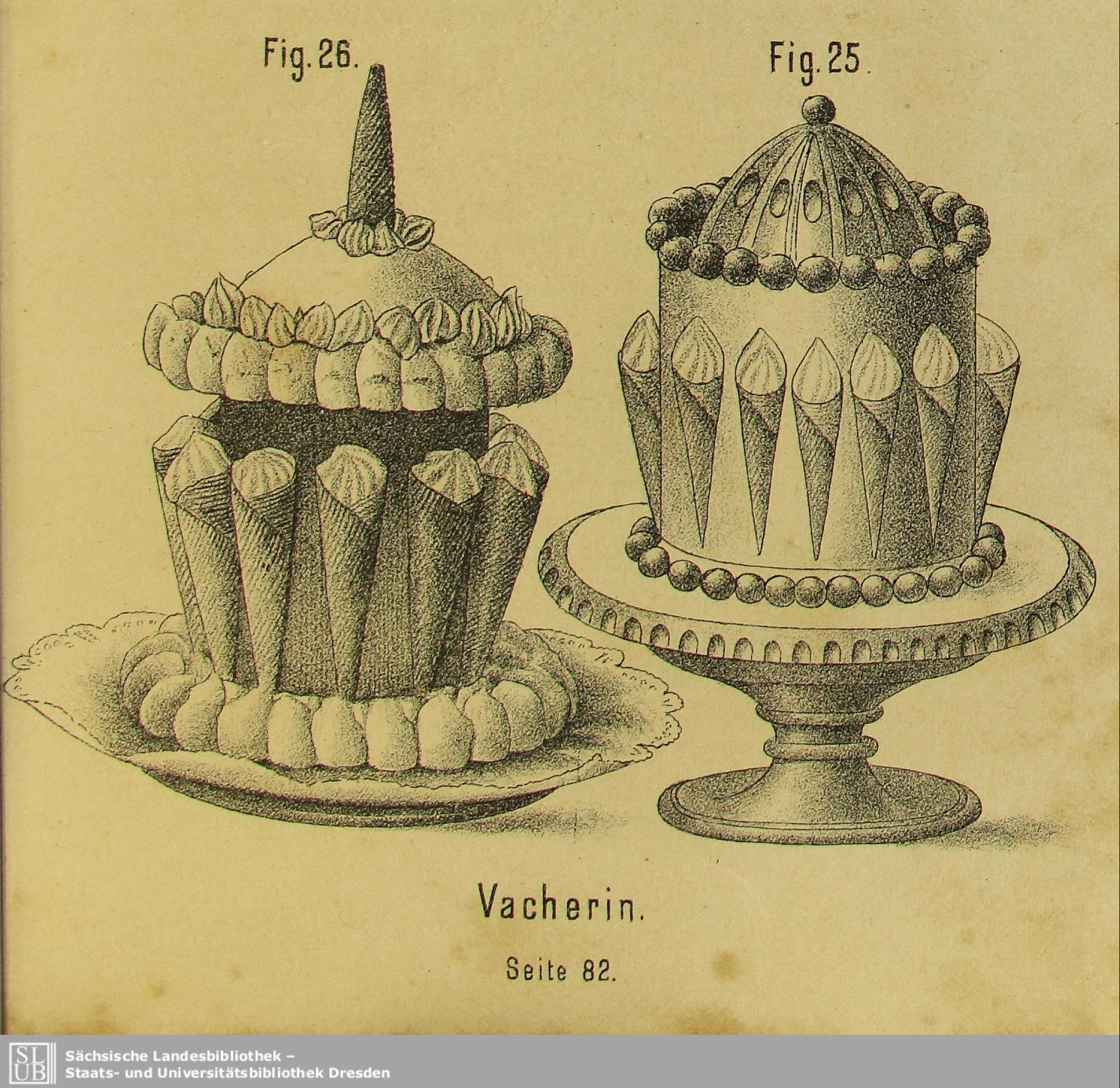

Le vacherin est un entremets d'origine française composé d'une enveloppe de meringue ou de pâte d'amandes, fourré de crème glacée ou de sorbet, parfois de fruits confits, et masqué de crème chantilly.

## Origine
Cet entremets date du XIXe siècle. La première recette aurait été créée par Antonin Carême. La version glacée apparaît ensuite à Lyon.

## Étymologie
Sans doute doit-il son nom à ce que, par sa forme et sa couleur, il évoque le fromage vacherin.

## Accompagnement
On peut l'agrémenter d'un coulis de framboises, de fraises, de chocolat.